# Irmãs Claretianas

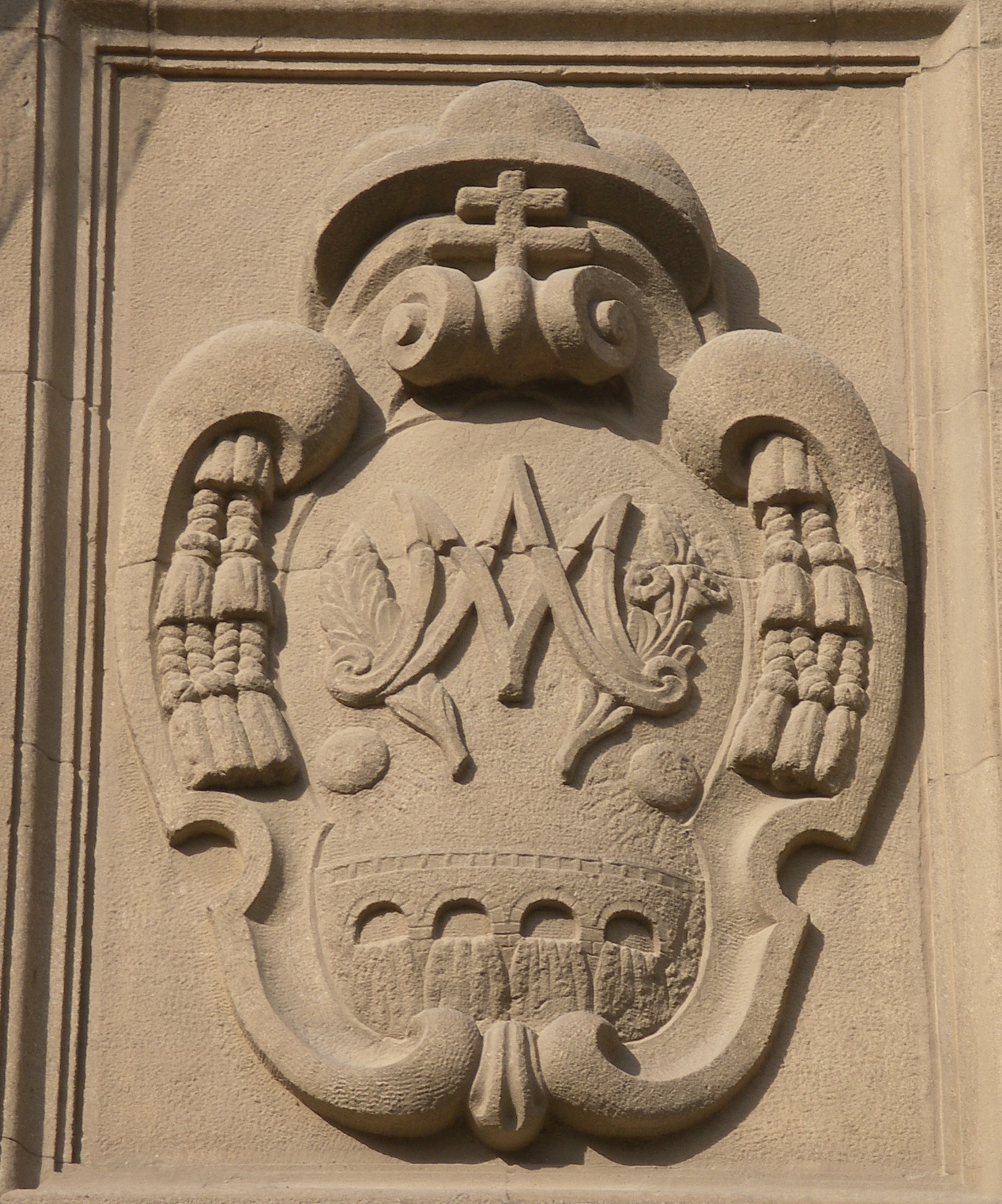
Escudo das Religiosas Missionárias Claretianas.

As Irmãs Claretianas foram fundadas em 1855 pela Venerável Maria Antonia París (1813 - 1885) e Santo Antônio Maria Claret. A partir de 2012, eles eram o terceiro maior instituto religioso católico para mulheres, com cerca de 7.171 membros. 

## História
As Irmãs Missionárias Claretianas foram fundadas em Santiago de Cuba em 1855. Em 1850, Irmã María Antonia París, conheceu Anthony Mary Claret e lhe contou sobre seu conceito de um novo instituto religioso. Quando Claret foi nomeado arcebispo de Santiago, ele escreveu para ela, convidando-a a fundar sua nova congregação em Cuba. A nova comunidade abriu escolas para meninas. 
A padroeira do instituto é Maria, sob o título de Imaculada Conceição.

## Ministério da Ordem
Formação cristã de crianças, jovens e adultos
serviços sociais
ministério hispânico e migrante
ministério litúrgico
formação de candidatos ao sacerdócio
Pastoral Juvenil e Vocacional